# Paketbåt

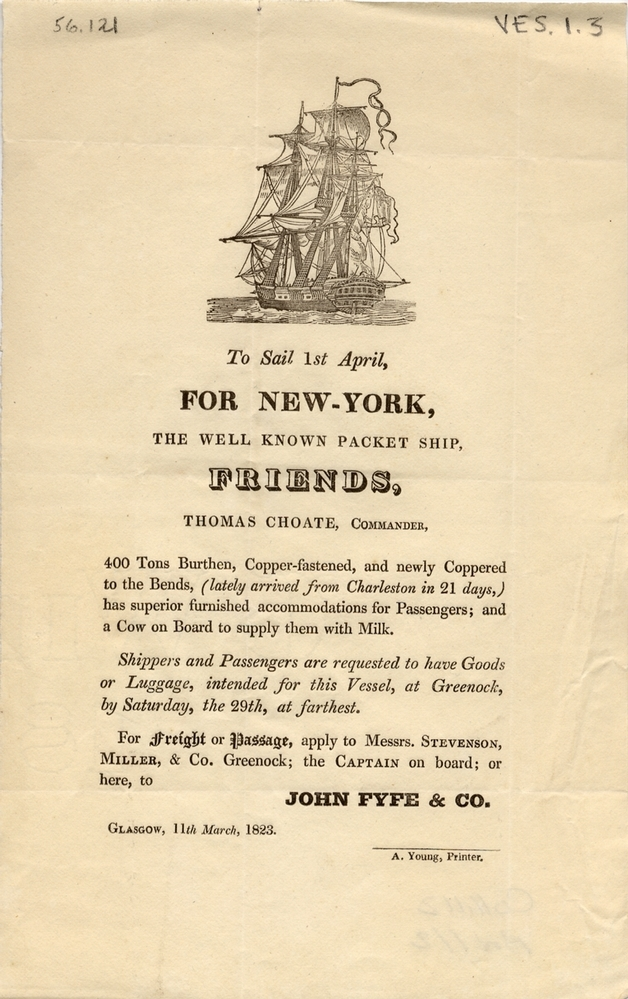
Annons för ett paketskepp till New York 1823.

En paketbåt, eller ett paketskepp, var ett snabbt fartyg för jämförelsevis längre reguljära resor med post, paket och passagerare.
Typiska paketskepp seglade mellan brittiska och amerikanska hamnar.

## Beskrivning
Paketbåt definieras som ett snabbseglande skepp som chartras av en regering för att leverera post eller kurirbrev. På 1800-talet avgick paketbåtar på bestämda datum mellan två hamnar och kunde också ta med passagerare. När kanaler började byggas blev många kanalbåtar paketbåtar. De var emellertid inte så snabba eftersom de drogs av hästar på stigar utmed kanalen.
Nordatlantens paketskepp trafikerade hamnar i Europa och Nordamerika, främst mellan England och amerikanska atlanthamnar. På 1820-talet var medeltiden från New York till Liverpool 23 dygn. I motsatt riktning var medeltiden 40 dygn på grund av västvindbältet. Dessa skepp förbättrades alltmer, blev snabbare och lastdrygare och lade grunden till tremastade klipperskepp, som började byggas 1845.

## Historik
Redan på 1600-talet började paketskepp trafikera linjer mellan Europa och europeiska kolonier. År 1629 avseglade Nederländska ostindiska kompaniets fartyg Batavia med post och passagerare till kompaniets handelsstation på Java i Indonesien. Från 1750-talet chartrade den engelska kungen 15 paketbåtar för att upprätthåll en regelbunden paketservice med Irland och kontinenten. Efter att Eriekanalen blev klar 1825 kunde kanalbåtar ta sig ända upp till de stora sjöarna. Därmed ökade pakettraden väsentligt.
År 1818 startade rederiet Black Ball Line linjetrafik mellan New York till Liverpool med fyra skepp om cirka 400 registerton. Från februari 1822 började de med fasta avseglingsdagar, från New York den första och sextonde i varje månad. I Pennsylvania startade rederiet Cope Line 1821 linjetrafik mellan Philadelphia och Liverpool.
Från 1830-talet började ångfartyg trafikera Atlanten. Det första propellerdrivna ångfartyget som korsade Atlanten var Great Eastern. Hon gjorde endast 9 knop och var inget hot mot de seglande paketskeppen. De seglande skeppen kunde konkurrera med ångfartygen under hela 1800-talet. År 1846 lämnade klipperskeppet Toronto England samtidigt med två ångfartyg. Alla tre fartyg förde både passagerare, last och post. Toronto följde storcirkeln och gick nordligare än ångfartygen. När fartyget närmade sig New York var havet täckt av is och fartyget fick kryssa mellan isbergen i tre dygn. Ändå kom klipperskeppet fram en vecka före ångfartygen.

## Paketbåtar i urval
- Kuttern Rose Hill Packet, byggd i New South Wales, i tjänst 1789–1800.
- Skonaren Chesterton, byggd i Maryland, i tjänst omkring 1793.
- James Monroe, Black Ball Line, från Liverpool 6 mars, ankom New York 5 april 1820.
- Toronto, klipperskepp, postservice 1846.
- Kronoångaren Sofia, Östersjön. i tjänst 1870–1883

## Bildgalleri

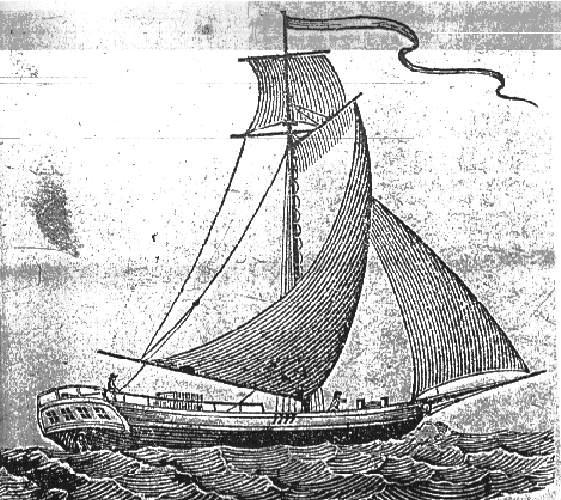
1700-talspaketbåt
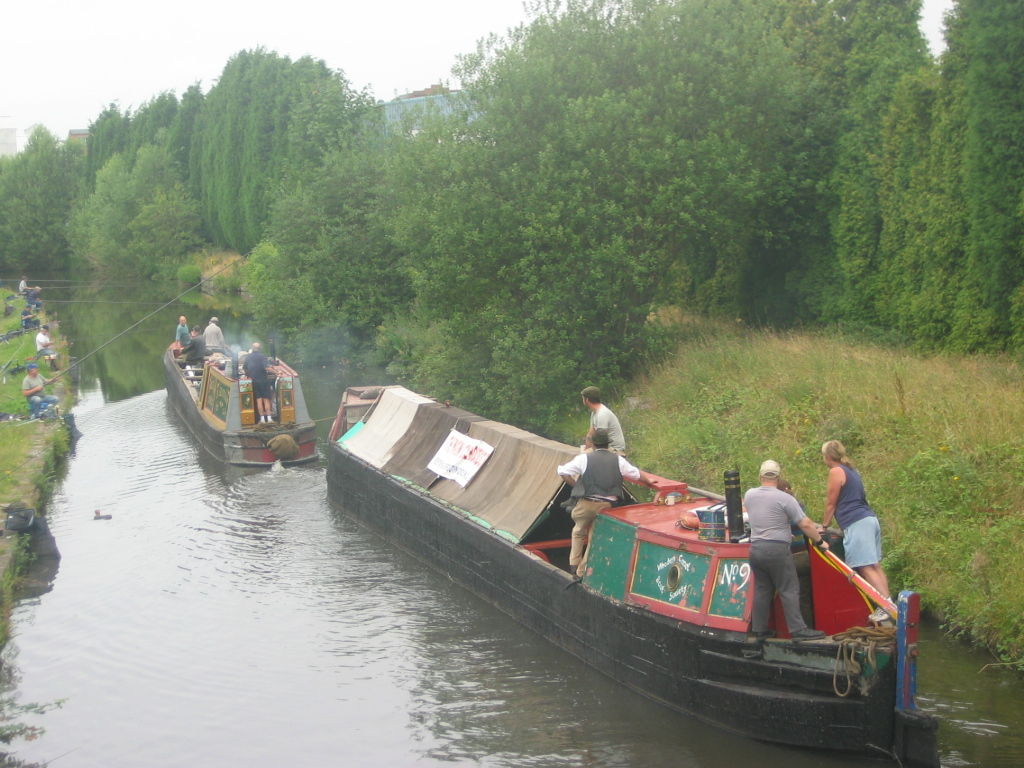
Kanalbåtar
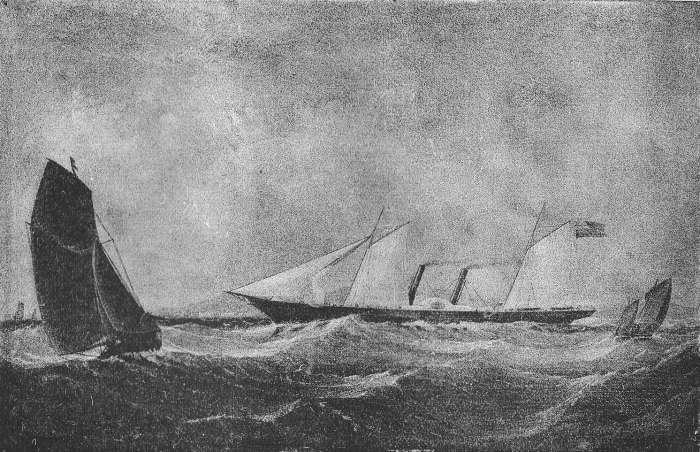
Prince Arthur hjulångare, 1850-talet